# ロス:タイム:ライフ
『ロス：タイム：ライフ』は、筧昌也の原案・監督による映像作品。これまでにショートフィルム、連続テレビドラマ、ケータイドラマにて制作されている。

## 概要
死を迎えることになった選手（＝主人公）の前に、突如、謎の審判団（サッカーの審判をモチーフとしている）が現れる。死の直前に時が止まり、それまでの人生の中でのロスタイム（無駄遣いしてきた時間）が提示され、選手に与えられる。オープニングタイトルの電光掲示板にも、選手に与えられるロスタイムの時間が表示されている。
基本的には、サッカーのルールを基盤においたワンアイディアストーリーで、一話完結型のドラマである。このアイディアは「最後に、やり残したことをやれる時間を与えられたら、何をしたいのか」という問いを死者に対して突きつけ、それぞれの死者の思いを描き出せる枠組みを提供するものである。その枠組みに沿って、それぞれの節が展開される。
必ずしも明確なエンディングが与えられるわけではなく、ヌーヴェルヴァーグあるいはアンチロマンな枠組みという要素も強い。それもまた、観客に物語りの解釈を投げる、ある意味マニアックな構造であるといえる。
もともとは、2003年に制作されたショートフィルム作品である。2008年にフジテレビ系列でテレビドラマ化された際には、毎回1話完結のオムニバス形式ストーリーとなっており、それぞれ主演が異なった。
温水洋一のみ、ショートフィルム版を除く全節に共通して出演する。またテレビドラマ版第2節の小山慶一郎、第3節の友近はこの作品がテレビドラマ初主演となる。第8節主演の真木よう子は『SP 警視庁警備部警護課第四係』に続き、同時間枠2作連続出演。
原案・脚本・チーフ演出を務める筧昌也が連続ドラマの演出を務めるのは、『ユキポンのお仕事』以来となる。また、鈴井貴之はテレビドラマ初演出である。
なお本放送とは別に、4月12日・19日の2週にわたり、温水洋一演じる尾元勇蔵に関わる2人の人物が登場する追加試合が“特別版”として放送された。
2008年2月20日には書籍化したものが発売され、8月20日にはDVD-BOX（ポニーキャニオン、PCBC-61400）が発売された。また、フジテレビ On Demandにてネット配信されている。
2009年には、KDDIとロボットの共同で本作品の新作が制作された。EZチャンネルプラス「LISMO Channel」やLISMO Video Storeなどで、同年4月13日より配信された。

## ショートフィルム

### ロス:タイム:ライフ
2003年製作。上映時間9分。BS-i（現BS-TBS）・BSフジ共同制作のショートフィルム企画「68FILMS」の中で、「美少年Hi!」レーベルの第8話として放送。
- 出演：虎牙光揮（修一）、中村麻美（りさ）、新宿ミサイル（審判団）谷本進（エージェント）ほか
- 監督・脚本：筧昌也
- 音楽：水野修一
- 制作：BS-i

### ロス:タイム:ライフ2
2005年製作。上映時間14分。映画『美女缶』のDVDに映像特典として収録。
- 出演：吉居亜希子（ユミコ）、新宿ミサイル（審判団）ほか
- 監督・脚本：筧昌也
- 共同脚本：小林雄次
- 音楽：岡田修
- 制作：バディーズ

## テレビドラマ
2008年2月2日から4月19日まで、フジテレビ系列の「土曜ドラマ」枠にて、毎週土曜日の23:10 - 23:55（JST）に放送された。タイトルには、「Life in Additionaltime」という英語表記が付されている。

### 各節内容

#### 第1節「カメラマン編」
- 人生はサッカーであり、サッカーこそ、人生 - 元アルゼンチン代表 D・マラディーノ
- ロスタイム：4時間17分

ストーリー
中山春彦はスクープを狙う報道カメラマン。篠田からの情報を得て麻薬取引のガサ入れ現場のスクープを取ろうとするが撮影に失敗し、マフィアに拳銃で撃たれ死亡してしまう。だが春彦には4時間17分のロスタイムが与えられた。春彦はスクープを取り損ねたことを後悔し、がむしゃらにスクープを狙おうとする。やがて春彦は5年前に別れた彼女･百合子を思い出し、意を決して会いに行く。
登場人物
中山春彦 - 瑛太
報道カメラマン。東都写真記者協会報道写真大賞を取った実績を持つ。スクープのためならどんな危険な現場でも果敢に乗り込む姿勢を持つ。
岩田百合子 - 吹石一恵
5年前に別れた春彦の元彼女。現在1児の母となっている。
篠田 - 小市慢太郎
春彦と契約している夕刊紙のデスク。「事件の中にいる人間が写っていない」と春彦の写真を批判する一方、仕事に没頭する春彦を気に掛けている。
尾元勇蔵 - 温水洋一
タクシー運転手として、春彦と妊婦を病院（この時運んだ病院が第4節に登場する国立天王杯総合病院）まで運ぶ。

#### 第2節「刑事編」
- 辛抱強く追いかけた犬だけが、餌にありつける - 元オーストリア代表監督 イヴァン・オシミッチ
- ロスタイム：3時間21分

ストーリー
都並浩太は蔵間署の捜査課に配属され、凶悪犯逮捕に意気揚々だったが、配属された捜査三課は空き巣や引ったくりを扱う部署な上、定年間近の五味と共に証拠品の整理に明け暮れる日々ですっかりやる気を失っていた。しかし配属されてから3日目、浩太は五味と捜査中、引ったくりの現場に遭遇し、犯人を追いつめるが、浩太は犯人に拳銃で撃たれ死亡してしまう。だが3時間21分のロスタイムが与えられ、犯人を逮捕すべく捜査を開始する。やがて浩太は、自分に発砲してきた引ったくり犯の正体が五味が個人的に捜査していた強盗殺人事件の容疑者であることを突き止め、五味が長年その犯人を追い続けてきた理由を知ることになる。
登場人物
都並浩太 - 小山慶一郎（NEWS）
蔵間署捜査三課に配属された新人刑事。階級は巡査だったが殉職後2階級特進で警部補。広島県出身。凶悪犯を捕まえることを夢見ていたが、五味と共に証拠品の整理をする仕事ばかりで異動を考え始めていた。かなりの俊足である。
五味慎三 - 平泉成
捜査三課に所属する刑事。刑事歴40年以上のベテランだが定年間近である。遠藤の指示で浩太と組んで捜査することになる。ある事件を個人的に捜査していた。 妻・房江（山口美也子）がいる。
遠藤警部 - 田中哲司
捜査課を取りしきる警部。ヤクザの様な刑事らしからぬ服装をしているため、浩太に配属早々チンピラと間違えられる。
立川康平 - 脇知弘
川口交番に勤務する巡査。警察学校時代、浩太と同期だった。
相沢陽一 - 矢沢幸治
浩太と五味が追いつめた引ったくり犯。実は16年前に神奈川信用金庫で起きた強盗殺人事件の容疑者。
浩太の母 - 酒井麻吏
息子の身を案じ、広島から頻繁に電話をかけてくる。
尾元勇蔵 - 温水洋一
下着泥棒と間違えられて誤認逮捕され、革ジャンとジンさんの取調べを受ける。
舞台版
ドラマとの連動企画として、「ロス:タイム:ライフ-真実へのカウントダウン-」のタイトルで舞台化。出演は小山慶一郎、古谷一行。
- 2008年3月24日 - 4月13日：東京グローブ座
- 2008年4月17日 - 4月19日：大阪厚生年金会館芸術ホール

#### 第3節「スキヤキ編」
- あなたは最近いつ家族と一緒にスキヤキを食べましたか
- ロスタイム：2時間29分

ストーリー
節約が特技の専業主婦・井原淑子はスーパーのチラシで、牛肉のタイムセール（タイムサービス）があることを知った。たまには豚肉ではなく、牛肉入りのスキヤキを家族に食べさせようと、淑子は主婦たちの追撃をかわし、裏道を抜けて自転車でスーパーに向かっていたが、娘の理香が欲しがっていた振袖の展示即売会のポスターに気を取られて階段から転落してしまう。審判団から2時間29分のロスタイムを与えられ、自分の死期を悟った淑子は、大急ぎでスーパーに駆けつけ、タイムサービスの牛肉争奪戦に身を投じる。
登場人物
井原淑子 - 友近
節約が特技の専業主婦で、子供達からはケチ呼ばわりされている。
井原利彦 - 松澤一之
淑子の夫で、会社ではリストラの危機に直面している。貧乏ゆすりの癖を理香に疎まれている。
井原理香 - 田島ゆみか
井原家の長女で大学生。淑子に振袖をおねだりしている。
井原健一 - 永嶋柊吾
井原家の長男。中学生でサッカー部所属。淑子から卵のおつかいを頼まれる。
スーパーマーケット店長 - 森崎博之（TEAM NACS）
井原がスキヤキを購入した、スーパーの店長。
尾元勇蔵 - 温水洋一
運送会社・ダイナモ運送の配達員として、井原家に荷物を配達する。

#### 第4節「看護師編」
- たとえ試合に敗れても、世界が終わるわけじゃない - 元セルビアモンテネグロ代表監督 イヴァン・ブラジェリッチ
- ロスタイム：4時間44分

ストーリー
看護師の松永由紀子は、結婚を考えていた恋人の荻野に婚約者がいたことにショックを受け、病院の屋上から飛び降り自殺を図るが、落下する途中で審判団が現れ、4時間44分のロスタイムが始まる。だが、由紀子は再三にわたる審判団の制止を振り切って再び屋上に上がるも、そこで同じく自殺を図ろうとしていた尾元とひょんなことから共に行動することになる。やがて由紀子は自分の人生と向き合う中で、死を選んだことを後悔し始める。
登場人物
松永由紀子 - 上野樹里
国立天王杯総合病院に勤める看護師。荻野にふられ自殺を図るが、尾元と行動を共にする中で自分の人生を見つめ直す。
荻野政一 - 設楽統（バナナマン）
商社「アーリークロス」勤務で、由紀子の元恋人。他に婚約者がいる。
質屋の店主 - 六角精児
由紀子が荻野からプレゼントされた指輪と大量のバッグを持ち込んだ質屋の店主。
看護部長 - 大島蓉子
国立天王杯総合病院の看護部長。
尾元勇蔵 - 温水洋一
仕事がクビになった上、運送会社でほんの出来心から横領した営業資金を全額競馬に投資して負けたために自殺を図ろうとするが、偶然居合わせた由紀子と成り行きで行動を共にする。物語の中で主要人物となるのはこれが初。

#### 第5節「幼なじみ編」
- 選手のスケールは、想いに比例する - 元イングランド代表 L・コーエン
- ロスタイム：3時間13分

ストーリー
森保甫は自作の漫画が漫画誌「コミックチェケラ」の新人コミック大賞でグランプリを受賞。ようやく幼い頃からの漫画家になるという夢が叶い、母親にも呆れられるほどの有頂天ぶりだった。だが、デビュー作の原稿を編集部に届ける途中、甫は立ち寄った書店でガス爆発に巻き込まれてしまう。事故に巻き込まれた人々がロスタイムを迎える中で、3時間13分のロスタイムを与えられた甫は自分が死んだことに気付き、原稿を届けようと編集部に向かうが、途中で幼なじみの由香里の家へ行き先を変更する。そこで由香里の結婚話を知り、途方に暮れた甫は幼い頃よく遊んだ公園で偶然由香里と出会う。二人は思い出話を語り合り、互いの想いを伝え合うが、残された時間がわずかとなった時、甫は思わぬ形で意外な事実を知ってしまう。
登場人物
森保甫 - 伊藤淳史、畠山紫音（幼少期）
自作の漫画「ロケットばあさん」が漫画誌「コミックチェケラ」の新人コミック大賞でグランプリを受賞し、幼少からの夢だった漫画家になったばかり。デビュー作の原稿を編集部に届ける途中、立ち寄った書店で爆発事故に巻き込まれる。
吉田由香里 - 美波、中本葉月（幼少期）
甫の幼なじみで、自分の子分である甫に色々と「命令」し、よく甫の書いた漫画の漢字の間違いを添削していた。だが、大人になってからもこれといった夢もなく、だらだらとしていた。父親の上司が薦めた相手との結婚が決まっている。
井間行造 - 中津川朋広
書店の店員。甫と同時にロスタイムを迎え、3時間25分のロスタイムが与えられる。
書店の子供たち - 足立和優（男の子）、森田想（女の子）
書店にいた子供たち。甫と同時にロスタイムを迎え、3時間5分のロスタイムが与えられる。女の子は自分の漫画を自慢する甫のことを「変なおじちゃん」呼ばわりしている。
阿良奈二香
書店の客。甫と同時にロスタイムを迎える。
谷田郁乃
書店の客。甫と同時にロスタイムを迎え、5時間29分のロスタイムが与えられる。
吉田泰子 - 阿部朋子
由香里の母親。甫の事も知っていて、彼に自分の娘の結婚が決まった事を伝える。
尾元勇蔵 - 温水洋一
出版社に自ら綴った自伝を売り込みに行くが、誤って漫画誌の編集部に原稿を持ち込んでしまう。そこで編集長から漫画を勉強しろと言われたため、手本となる本を探しに立ち寄った書店で、甫から受賞作の自慢をされてしまう。その後、甫の描いた「ロケットばあさん」をそのままパクった「ロケットじいさん」を描き上げ、再度編集部に持ち込むが、編集長に冷たくあしらわれる。

#### 第6節「ヒーローショー編」
- サッカーに主役はいない。しかしながら、観客はかくも熱狂する - 元オランダ代表 ヨハン・アイスマン
- ロスタイム：5時間01分

ストーリー
北澤光一は有名になることを夢見る役者だが、遊園地のヒーローショーでは悪役を演じ、受けたオーディションにはことごとく落ち続け、鳴かず飛ばずの現状でいた。ある日光一はオーディションに向かう途中、工事現場でいじめられていた少年を助けたが、その直後、鉄骨に引っ掛かった自分のカバンを無理矢理引っ張ったために落下してきた看板の直撃を受け死んでしまう。5時間01分のロスタイムが与えられ、状況を理解した光一はテレビ局に押しかけ、がむしゃらに役をつかもうとするが上手くいかない。さらにヒーローショーで主役のサンバイザーXを演じる隼也に一度だけ役を代わるよう頼み込むが、断られてしまう。そこで光一は、日頃から隼也に不満を持つメンバーと共に、ヒーローショーの中でサンバイザーXを倒すことを画策する。
登場人物
北澤光一 - 田中直樹（ココリコ）
有名な俳優を志し、オーディションを受け続けているが、これまでに500回不合格（正樹の合格した連続ドラマで501回目）。ファンタジスタ遊園地のヒーローショーでは「サンバイザーX」の悪役の配下・シャドー団員を演じている。目立ちたがり屋な性分のため、脇役に甘んじている現状に不満を抱いている。ちなみに、彼のロスタイムの時間は、彼が脚本・監督・主演を務めた自主制作映画「夢のまた夢」の制作に費やした時間と同じ。
大空正樹 - 田中圭
光一を慕っている同じ事務所の後輩。ヒーローショーでは光一とともにシャドー団員を演じている。オーディションに合格し、端役ながら連続ドラマの出演が決まる。携帯電話に光一と同じお守り（ただし色違い）を付けている。
涼宮みどり - 安田美沙子
ヒーローショーの進行役のお姉さん。隼也と付き合っていたが振られる。
鬼塚蘭子 - 片桐はいり
芸能事務所・オランダ芸能の社長。
赤井隼也 - 原田篤
ヒーローショーで主役のサンバイザーXを演じている。アクションクラブ出身で、みんなからは「ジュニア」と呼ばれている。かなりのナルシスト。
千草陽子 - 畑野ひろ子
光一の恋人。根拠のない彼のポジティブ思考に呆れている。
尾元勇蔵 - 温水洋一
遊園地のヒーローショーにサンバイザーXの悪役・コウモリーノ役で出演。

#### 第7節「極道の妻編」
- 泥まみれで勝つより、美しく負けたい - 元イングランド代表 D・ベックハム
- ロスタイム：2時間59分

ストーリー
昭和63年の荒川区、竜崎組組長の妻・竜崎瑠偉子は、敵対している勝矢組に夫の秀雄が殺され、遺体を持ち去られたことを聞き、仇討ちのため単身勝矢組に乗り込もうと屋敷を出たところを刺客の凶刃に倒れてしまう。2時間59分のロスタイムが与えられた瑠偉子は、残された時間で仇討ちを決行するため、舎弟のタケルと共に勝矢組の事務所を目指していく。紆余曲折の末、勝矢組に乗り込んだ瑠偉子は勝矢組組長・公男の口から思いがけない真実を知ることになる。
登場人物
竜崎瑠偉子 - 常盤貴子
秀雄の妻で、「白水仙の瑠偉子」の異名を持つ極道の女。代々続いてきた竜崎組の家に生まれ育ち、20歳の頃、それが嫌で荒れていた自分を愛してくれた秀雄に惚れ込み、その後結婚。組長の妻として12年間支えてきた。曲がったことが大嫌いで、秀雄の仇討ちのためにあいくちを携えて勝矢組に乗り込む。
竜崎秀雄 - 吹越満
瑠偉子の夫で竜崎組の組長。極道ではなく普通の女として接した瑠偉子に惚れ込まれ、教師になる夢を断念して入り婿となった。会合の帰りに勝矢組の組員に殺され、遺体を持ち去られたはずだった。
佐竹 - 三上市朗
竜崎組の若頭。秀雄が殺されたことを瑠偉子に報告した。
猿谷タケル - 濱田岳
竜崎組の組員。両親がいないこともあり、瑠偉子や秀雄を家族のように思っている。瑠偉子とともに勝矢組に向かう途中、数年ぶりに妹の英子と再会。なお、車がガス欠した責任で指を詰めようとして、審判団からイエローカードを1枚出されている。
勝矢公男 - 宅間孝行
勝矢組の組長。
尾元蔵之介 - 温水洋一
瑠偉子とタケルが最後の盃を交わしに立ち寄った居酒屋の主人。勇蔵の兄。

#### 第8節「部長編」
- 全力で戦ったのだから、あの日の選択は後悔しない - 元スペイン代表 ラウル・セルパンテス
- ロスタイム：5時間31分

ストーリー
スポーツ用品メーカー「ハートスポーツ」で若くして広報部部長に抜擢された堀池清美はやり手ながらも日々の仕事に忙殺されていた。だが接待の席で「忌憚のない意見」を言ったばかりに社長の機嫌を損ねてしまい、岐阜の工場に異動させられることに。失意の中、尾元と知り合い酒を酌み交わすが、今までの疲労がたたって心臓発作を起こし、過労死してしまう。5時間31分のロスタイムが与えられた清美は、部下や社長に今までの不満をぶちまけ、辞表を叩きつける。そんな中、今日が誕生日だと気づいた清美は開店の案内ハガキが届いていたレストランに予約を入れ、仲間たちに連絡するが、そこに誰一人現れないまま清美は最後のひと時を過ごす。
登場人物
堀池清美 - 真木よう子
スポーツ用品メーカー「ハートスポーツ」の広報部部長。自分の仕事だけでなく、部下たちのフォローにも追われているためにプライベートを犠牲にし続け、連日睡眠不足で疲労困憊している。
星野理子 - 岩佐真悠子
清美の部下。いまだに学生気分が抜けきれず、仕事の手を抜き、定時退社をしてプライベートを優先させる。
山村隆志 - 武野功雄
清美の部下。自分の上司が年下で、なおかつ女性であることを不愉快に思っている一方、密かに部長昇進を狙っている。
加茂社長 - 近江谷太朗
ハートスポーツの社長。若返り人事で清美を広報部部長に抜擢したが、接待の場で清美が述べた「忌憚のない意見」に腹を立て、岐阜の工場へ左遷させる。
オーナー - 矢島健一
清美が予約したレストランのオーナー。
尾元勇蔵 - 温水洋一
仲間たちと居酒屋で飲んでいたところに偶然居合わせた清美と意気投合し、一緒に酒を飲む。この時、第4節での自らの自殺未遂や由紀子と出会った話をしている。その後、公園で飲み直そうとコンビニに買い出しに行っている間にロスタイムに入った清美が既に息絶えたことを知らないまま、ベンチに座っていた清美が眠っていると思い、戻ってきてからその隣で一人カップ酒を飲んでいる。

#### 第9節「ひきこもり編」
- 人生に無駄なプレイなどあるのだろうか - ある偉大なサッカー選手の言葉
- ロスタイム：12年

ストーリー
三浦謙太郎は大学受験に失敗して以来、自分の部屋に引きこもった生活を送っていたが、ある日、母・智恵子が用意した磯辺巻きを喉に詰まらせて窒息死してしまう。12時間のロスタイムが与えられたと判断した謙太郎は当初は状況を把握できずに困惑したが、特に何をするわけでもなくそのまま最後の時を迎える。ところが12時間と思われたロスタイムの時間が過ぎても死を迎えることも無く、12日、12週間の時を過ごしても謙太郎は一向に死ぬ気配を見せなかった。電光掲示板の故障が疑われる中で迎えた12ヶ月目に、ようやく謙太郎は与えられたロスタイムが12年であることを知る。しかしその時、智恵子が突然倒れ、救急車で運ばれてしまう。
登場人物
三浦謙太郎 - 大泉洋（TEAM NACS）、春山幹介（少年期）
医者の息子で、同じく医者を志すはずだったが、大学受験に失敗して以来、部屋に引きこもってしまう。ある朝、智恵子が用意した磯辺巻きを食べ、喉に詰まり窒息死してしまったため、12時間のロスタイムが与えられたと思われた。しかし実は12年であったことが判明した（大学受験に失敗してから窒息死するまでの間に引きこもりとして過ごした期間と同じ）。
三浦亜矢 - 小出早織、井上桃子（幼少期）
謙太郎の妹。12年後には結婚を控えていた。
三浦智恵子 - 田島令子
謙太郎の母。謙太郎のロスタイム開始より12か月後に病に倒れるが、その11年後には元気に過ごしていた。
看護部長 - 大島蓉子
国立天王杯総合病院の看護部長。第4節に続いて登場。
尾元勇蔵 - 温水洋一
主審。

#### 延長戦「特別版」
- 昨日のミスの言い訳のためにする練習などない。明日の試合のためにする練習なのだ - 元ブラジル代表　ジャニーニョ（前編）
- あなたが出したパスなら私はどこまででも追いかける - ジョージ・ベスト（後編）
- ロスタイム：24時間（前編・黒崎幸三）、4時間27分（後編・尾元カズ子）

ストーリー
官僚との黒い関係で世間をにぎわせていた道波商事の社長・黒崎幸三は、病室で最後の時を迎え24時間のロスタイムが与えられる。幸三の娘・彩香は入院生活で衰弱し自分で体を動かせない幸三に頼まれ尾元を捜索することに。だが彩香以外にも「日本の将来を揺るがす存在」として尾元を捜索する者がいた。ショーパブで住み込みの仕事をしていた尾元は彩香から自身の退職の裏にある思惑を告げられる。そして尾元の前に10年前に離婚した元妻・カズ子が現れるが、彼女もまたロスタイムの最中だった。
登場人物
尾元勇蔵 - 温水洋一
ショーパブで住み込みの仕事をしている。清美の死に気づかぬままカップ酒を飲んでいた第8節での行動を不審に思われ、再び革ジャンとジンさんの取調べを受けていた。なお、時系列上「延長戦」は「第9節」の前に当たる。
黒崎彩香 - 栗山千明
幸三の娘で教師を務めている。結婚を考えている彼がいるが、父の贈収賄疑惑が原因で、先方の両親に反対されている。父からの頼みで尾元を探すことになる。
古橋典孝 - 梶原善
夕刊ZONEのジャーナリスト。日本を揺るがすスクープを狙い、その鍵となる尾元を探している。
佐々木真理子 - 酒井若菜
ショーパブ店員。尾元同様に公園での生活を経験しており、尾元を「師匠」と呼んで慕う。朗らかな性格で天然。
黒崎幸三 - 田村亮
道波商事社長。贈収賄疑惑の渦中にあるが、病床に伏せたまま、多臓器不全によりロスタイムを迎える。自分で体を動かせないため、彩香に尾元を探すよう頼む。いちご大福が好物。
尾元カズ子 - 岸本加世子
国会議員で尾元の元妻（ただし、離婚届を提出していないため法律上は現在も妻）。黒崎の絡んだ贈収賄疑惑を国会で追及していた。しかし10年ぶりに尾元と再会した時はロスタイム中だった。尾元の作る手打ちそばが大好物。死因は頭部強打による打撲。
看護部長：大島蓉子
国立天王杯総合病院の看護部長。
石田修吾 - 小浜正寛
カズ子の秘書で、尾元の行方を追っている。

### 全節共通の登場人物
尾元勇蔵、尾元蔵之介（第7節のみ） - 温水洋一
特別編を含めた全節に共通して登場する冴えない中年男。46歳。道波商事で働いていたが10年前にリストラされ（理由は特別編にて明らかになる）、離婚届を残して妻の前から失踪、タクシー運転手として日銭を稼いでいた。兄の「蔵之介」は居酒屋を営む。
放送では語られなかった彼個人の物語は公式HPに掲載されている（ストーリーテラー的な役目ではない）。データ放送ではドラマの放送時間中のみ、過去の彼の物語を閲覧できた。
20年以上働いていたとの設定が公式HPにあり、それが正しければつじつまが合わない(リストラされたのが46歳で、それから10年を足せば56歳になってしまうため)。また幼馴染で同い年であるはずのカズ子が43歳なので、設定などをうまく話し合えていなかった可能性がある。
審判団
死を迎える直前となった選手にロスタイムを与え、その時間内の行動を共にしながら判定を下すサッカー審判団。
- 主審
  - 犬飼若博（浦和紅夫：第1節〜第3節・第5節[由香里]・第8節・特別版[カズ子]）
  - 金橋良樹（大阪松男：第4節・第5節[甫]・第6節・第7節）
  - 飯島ぼぼぼ（特別版[黒崎]）
  - 温水洋一（尾元勇蔵：第9節）

- 副審
  - 中村靖日（第1節〜第3節・第5節[由香里]・第9節）
  - 四井博善（第1節〜第3節・第5節[由香里]・第9節・特別版[黒崎]、第3節でイエローカード1枚）
  - 土佐和成（清水静男：第4節・第5節[甫]・第6節・第7節）
  - 杉山彦々（京都山賀：第4節・第5節[甫]・第6節・第7節）
  - 石田剛太（第8節・特別版[カズ子]）
  - 中川晴樹（第8節・特別版[カズ子]）
  - 川島広輝（特別編[黒崎]）

- 第4審判
  - 幸野友之（第1節〜第3節・第5節[由香里]・第9節・特別版[黒崎]）
  - 真田幹也（東 京太郎：第4節・第5節[甫]・第6節・第7節）
  - 宮成竜二（第8節・特別版[カズ子]）

実況・解説
ロスタイムを迎えた選手の動きを視聴者に向けて解説・実況を行う。
- 実況 - 青嶋達也（フジテレビアナウンサー）（第9節以外は声のみ）
- 解説（第9節の前田秀太郎以外は声のみ）
  - 前田秀太郎 - 西田征史 （第1節・第2節・第7節・第8節・第9節・特別版）
  - 折場貫 - 安田顕（TEAM NACS）（第3節）
  - 小村武 - サタケミキオ（第4節）
  - ピエール倉内 - 越村友一（第5節）
  - 米来太秀 - 佐野瑞樹（フジテレビアナウンサー）（第6節）

- ピッチリポーター
  - 室谷津与志 - ムロツヨシ（第7節）
    - 元日本代表のピッチリポーター

### スタッフ
- 原案・企画協力・総監督：筧昌也
- 脚本：筧昌也・森ハヤシ、橋本博行、矢沢幸治、鈴木智尋、土田英生、上田誠、吉田智子、渡辺千穂
- 音楽：屋敷豪太、増本直樹
- 撮影：下門照幸、船橋正成
- 照明：磯部大和
- 音声：塩瀬昌彦
- 映像：吉川博文
- 編集：河村信二
- ライン編集：杉山英希
- 選曲：谷川義春
- 音響効果：寺岡基臣
- MA：蜂谷博
- 技術プロデュース：佐々木宣明
- VFXプロデュース：冨士川祐輔
- コンポジット：高野善政
- CGプロデュース：高橋美香
- 美術プロデュース：関口保幸、宮崎かおる
- デザイン：鈴木賢太
- 美術進行：平川泰光
- 大道具：西田裕一
- 操作：和田幸政
- 建具：船岡英明
- 装飾：中島佳克
- 衣裳：渡邊純好
- 持道具：植田えりこ
- メイク：斎藤美穂
- 編成：松崎容子、情野誠人
- 広報：名須川京子
- 演出補：浅見真史
- 制作管理：曳地克之
- プロデュース補：依知川弥生
- 協力プロデュース：松井洋子
- プロデュース：中島久美子
- 演出：筧昌也、鈴井貴之、大木綾子、冨士川祐輔、永山耕三
- 制作：フジテレビドラマ制作センター
- 制作著作：フジテレビ

### 主題歌
- ORANGE RANGE「君station」（gr8! records）

### 挿入歌
- SAYOKO（元ZELDA）「上を向いて歩こう」- 第3節 スキヤキ編
- ギルバート・オサリバン 「アローン・アゲイン」- 第5節 幼なじみ編
- レント (ミュージカル)「シーズンズ・オブ・ラブ」- 第6節 ヒーローショー編
- PET SHOP BOYS「GO WEST」- 第8節 部長編
- 江利チエミ「テネシーワルツ」- 特別版 後編

### サブタイトル
| 各話                                                     | 放送日        | サブタイトル                                                          | 脚本            | 演出       | 主演                  | 視聴率 |
| -------------------------------------------------------- | ------------- | --------------------------------------------------------------------- | --------------- | ---------- | --------------------- | ------ |
| 第1節 「カメラマン編」                                   | 2008年2月2日  | 人生の最後に何かが起こる! カメラマン編 〜謎の審判団は天使か? 悪魔か!? | 筧昌也 森ハヤシ | 筧昌也     | 瑛太                  | 11.4%  |
| 第2節 「刑事編」                                         | 2008年2月9日  | 正義は勝つ!! 奇跡の捜査線 〜新米刑事が暴く迷宮事件の真実              | 橋本博行        | 筧昌也     | 小山慶一郎 （NEWS）   | 8.7%   |
| 第3節 「スキヤキ編」                                     | 2008年2月16日 | 決戦はスーパー!? 母は走る家族の為! すき焼きの為!!                     | 矢沢幸治        | 鈴井貴之   | 友近                  | 12.3%  |
| 第4節 「看護師編」                                       | 2008年2月23日 | 看護師の涙が起こすドーハの奇跡! 〜人生をあきらめないで                | 鈴木智尋        | 永山耕三   | 上野樹里              | 10.7%  |
| 第5節 「幼なじみ編」                                     | 2008年3月1日  | 究極の選択! 夢か告白か? ゴールは二人で決めろ!! 初恋の約束が叶う時     | 土田英生        | 大木綾子   | 伊藤淳史              | 10.5%  |
| 第6節 「ヒーローショー編」                               | 2008年3月8日  | ヒーローになりたい男! 涙の大逆転!? 最期に輝く星になれ!                | 上田誠          | 冨士川祐輔 | 田中直樹 （ココリコ） | 8.5%   |
| 第7節 「極道の妻編」                                     | 2008年3月15日 | 華麗なる極道の妻へ愛する夫の仇討ち! 駆け抜けた命の花が散る時          | 吉田智子        | 筧昌也     | 常盤貴子              | 10.2%  |
| 第8節 「部長編」                                         | 2008年3月29日 | 私頑張りました! 女部長は銭湯で泣く 〜最期に会えた恋の味               | 渡辺千穂        | 永山耕三   | 真木よう子            | 9.8%   |
| 第9節 「ひきこもり編」                                   | 2008年4月5日  | 最終章〜終らないロスタイムで掴んだ栄光! ひきこもり青年の起こした奇跡  | 鈴木智尋        | 筧昌也     | 大泉洋                | 12.4%  |
| 特別版 「前編」                                          | 2008年4月12日 | 特別版・前編 あと2回!? あの男の真実が!! 黒い疑惑と父娘の物語          | 山崎淳也        | 永山耕三   | 栗山千明 温水洋一     | 7.3％  |
| 特別版 「後編」                                          | 2008年4月19日 | 特別版・後編 神の手ホイッスルを吹く!? 夫婦で決めたゴール!             | 山崎淳也        | 永山耕三   | 岸本加世子 温水洋一   | 8.9%   |
| 平均視聴率 10.3%（視聴率はビデオリサーチ調べ・関東地区） |               |                                                                       |                 |            |                       |        |

- 3月22日は2008年世界フィギュアスケート選手権が放送されたため休止となった。

### 備考
- 各節の選手（主人公）の名前はロスタイムに縁の深い「ドーハの悲劇」当時の現役選手を中心としたJリーグの選手をイメージさせている。
- 本編中、サッカーを連想させる地名・店名が数多く付いている。
- 第8節では『東京ラブストーリー』『ラストクリスマス』にも主人公の勤務する会社として登場したスポーツ用品メーカー「ハートスポーツ」が登場したため、本編中、両ドラマのサウンドトラックの楽曲が使用されていた。また、何故か『傷だらけの天使』のサウンドトラックからも2曲使用されていた。
- 別の節に登場する人物や場所などがリンクしていることがある。
  - 第1節で春彦が妊婦を運んだ病院は、第4節で由紀子が勤める国立天王杯総合病院で、第9節・特別版にも同じ病院が登場している（いずれも看護部長役で大島蓉子が出演）。
  - 第5節で甫の漫画が掲載された漫画誌「コミックチェケラ」の表紙は、第6節に登場したヒーロー・サンバイザーXで、爆発事故のあった書店にもサンバイザーXのポスターが掲示されていた。さらに第7節で登場した尾元の兄・蔵之介の居酒屋の棚には、サンバイザーXのヒーローショーで尾元が被っていたコウモリーノの頭が置いてあった。第9節では謙太郎の部屋の外に、着替えと一緒に「コミックチェケラ」の最新号が置かれていた。さらに、特別版・前編では、第2節に登場した蔵間署と第6節の舞台の一つとなったヒーローショーの楽屋で古橋が情報収集を行っていた。
  - 第9節で、ロスタイムの審判団についてインターネットのQ&Aサイト[注 6]に謙太郎が書き込んだ質問に対する回答の中に、第4節の由紀子や第2節の浩太についての記述があった。
- エンドロールで映る競技場にあるビジョンの時計は、放送時間と同じ時間を指している。また、ビジョン下の広告は、その試合で登場した企業や店舗、商品等のものである。

| フジテレビ系 土曜ドラマ                                       | フジテレビ系 土曜ドラマ                               | フジテレビ系 土曜ドラマ                           |
| 前番組                                                        | 番組名                                                | 次番組                                            |
| ------------------------------------------------------------- | ----------------------------------------------------- | ------------------------------------------------- |
| SP 警視庁警備部警護課第四係 （2007年11月3日 - 2008年1月26日） | ロス：タイム：ライフ （2008年2月2日 - 2008年4月19日） | ハチワンダイバー （2008年5月3日 - 2008年7月19日） |

## auオリジナルドラマ
KDDIとロボットの共同で制作。auサービスのEZチャンネルプラス「LISMO Channel」やLISMO Video Storeで2009年4月より配信開始。また、ひかりoneテレビサービス「MOVIE SPLASH」、ケーブルテレビ局との提携による「MOVIE SPLASH VOD」でも配信。
フジテレビは制作に関与していないものの、話数は連続ドラマ版の続きで第10節・第11節となり、連続ドラマ版と同じく、すべてのエピソードに温水洋一が出演している。

### 第10節・猫篇
配信日
- 予告・メイキング：2009年4月6日
- 本編（全4回）：2009年4月13日、20日、27日、5月4日

キャスト
- ロペ：谷村美月
- ロペの飼い主：田畑智子
- レオ先輩：青木崇高
- 温水洋一

スタッフ
- 監督・脚本：筧昌也

主題歌
- チャットモンチー『8cmのピンヒール』（Ki/oon Records）

### 第11節・ロックスター篇
配信日
- 本編（全5回）：2009年5月11日、18日、25日、6月1日、6月8日

キャスト
- 城修人：武田真治
- 尾上寛之
- マイケル富岡
- 橘順一：松尾敏伸
- 温水洋一

スタッフ
- 監督：筧昌也
- 脚本：橋本博行

主題歌
- DOES『世界の果て』（Ki/oon Records）

### 第12節・親子篇
配信日
- 本編（全4回）：2010年6月7日、14日、21日、28日

キャスト
- 悟史：加藤清史郎
- 池田鉄洋
- はしのえみ
- 山谷初男
- つぶやきシロー

スタッフ
- 監督：筧昌也
- 脚本：橋本博行

主題歌
- サンボマスター『傘にさせてくれ』（Sony Music Records Inc.）

| au LISMO Channel(Video)                           | au LISMO Channel(Video)                                     | au LISMO Channel(Video)                                     |
| 前番組                                            | 番組名                                                      | 次番組                                                      |
| ------------------------------------------------- | ----------------------------------------------------------- | ----------------------------------------------------------- |
| -                                                 | ロス:タイム:ライフ 第10節・猫篇 （2009年4月-5月）           | ロス:タイム:ライフ 第11節・ロックスター篇 （2009年5月-6月） |
| ロス:タイム:ライフ 第10節・猫篇 （2009年4月-5月） | ロス:タイム:ライフ 第11節・ロックスター篇 （2009年5月-6月） | いちごゼミナール （2009年6月-7月）                          |
| 就活戦線異状あり （2010年5月）                    | ロス:タイム:ライフ 第12節・親子篇 （2010年6月）             | 言霊の女たち。 （2010年7月）                                |

## ネイバーTVキャストオリジナルドラマ

### 前半戦
配信日
- 本編（全4回）：2015年7月9日（一拳放送）

キャスト
第1 - 4話
- ヒョン‧スンフイ - スンヒ
- ヒョン‧デシク  - オ‧サンジョン
- バロ - バロ
- チャ‧グァンス - キム・ヨンホ

### 後半戦
配信日
- 本編（全4回）：2015年7月16日（一拳放送）

キャスト
第5 - 8話
- キム・ヒェスク - イ・イルファン
- バク・ギュシク - ジョン・ウォンジュン
- バク・ミンジ - チャ・ジョンウォン
- バク・ミンス - サンドゥル

### 延長戦
配信日
- 本編（全1回）：2015年7月16日

キャスト
第9話
- 審判 - オム・ヒョソブ
- 副審1 - クォン・ヒョク
- 副審2 - イ・ホヨル
- 副審3 - チェジェソブ
- キャスター - オ・サンジン
- 解説 - ジョン・ソンホ
- キム・ジュサ - イ・ジェウク
- ジョン・ミョンオク - ジョン・ミョンオク
- 本部長 - ジョ・スンヨン

### スタッフ
- 演出：ホン・ジョンチャン
- プロデューサー：バク・ヒェミ
- 脚本：グォン・サンヒ、キム・ヨンオン
- 製作：イ‧ソクギ、イ‧ヒョンソク

## 奇跡の時間ロスタイム

### キャスト（奇跡の時間ロスタイム）
記載順は役名、日本版でその位置に該当する人物名、演じる役者名。

#### 中継
- キャスター - キム・ソンジュ
- 解説 - ジョン・ソンホ

#### 審判
- 主審  - ハン・ソンシク
- 副審1 - チェ・ジェソプ
- 副審2 - ユク・ドンイル
- 電光掲示板を持つ人 - イ・ジュンソク

#### 第1話（11時10分放送）
日本版の第9節「ひきこもり編」のリメイクにて制作されている。
- ユン・ダルス（三浦謙太郎） - ボン・テギュ
- 救急隊員（看護部長）- イム・ハリョン
- スクジャ叔母（三浦智恵子）- ファン・ヨンフイ
- ユン・ダルフイ（三浦亜矢） - ソン・ダムビ
- ヨンチョル（ダルフイの愛人、ここはオリジナルキャラクター） - キム・ジョンホン

#### 第2話（8時55分放送）
- ソンホ - イム・ジギュ
- 悪徳の便利店主 - イム・ハリョン
- ソンホの母 - ソン・ビョンスク
- ヒョンシク  - ベク・ボンギ
- ヒョンシクの母 - ファン・ヨンフイ
- ヒェソン - ベ・ジョンファ

### スタッフ
- 演出：キム・ジンファン、イ・ウンミ、ジョン・ヒョンジン
- プロデューサー：グォン・ギョンイル、キム・ジョンファン
- 責任プロデューサー：キム・ホサン
- 脚本：イ・ジョンソン、ジャン・ヨンヒェ

## ルール
以下はテレビドラマ版で示されたルールである。

### 基本ルール
- 不慮の出来事に見舞われたとき、老若男女、サッカーのルールや現実のロスタイムの意味を知っているかどうかは関係無く、その間に空費された時間（ロスタイム）が、死ぬ間際に実行できる。死亡が確定した時がロスタイムの開始時間であり死亡原因となった人や物体は静止した状態になる。死因が転落死や落下物に拠る物の場合は、空中で選手や落下物が静止して、そこから落下地点までの間に矢印（⇔）と、1/100秒まで表示されたロスタイムが視聴者に示される。銃殺や刺殺の場合は、凶器が選手を貫く地点に看板で赤い×印が示される。
- ロスタイム終了間際には、必ずロスタイム開始地点（すなわち自分の死を迎える場所）に戻らなければならない。そのため5分前ぐらいには戻ることになっている。またロスタイム中、開始地点ではボールボーイ（黒子）が選手の現場保持をしていることもある。靴を履いていない場合は審判から靴が貸し出される。また、ロスタイム中に着替えた場合は、元の服に着替え直さなければならない。条件は定かではないが、場合によりロスタイムが終わったところで延長戦（エクストラ・タイム）として選手が生き返ることがある。
- 場合によっては、選手に付いて来た人（放送ではサポーターと称された）にカードを切ることもある（第7節）。サポーターの行為によっては無効試合になることもある。
- ロスタイムは当然、各個人によってバラバラであるため、大規模事故などで同時に大勢の人がロスタイムに突入しても、各選手が死亡現場に戻ってくる時間はバラバラになる（第5節）。しかし、どういう訳か、その事故による各選手の死亡時刻は、各選手選手のロスタイムの時間差に因らず、皆ほぼ同じになるようだ。そのため、ロスタイムが終了間際の選手が、まだロスタイムが残っている選手に自分が死んだ後にとる行動（お使いなど）を頼む事が出来る（第5節）。
- 第4節で選手が体重計に乗ったが目盛は動かなかったというシーンがあることから、ロスタイム開始時点で選手は死んでいる事になっているようだ[注 7]。ただし、飲食が可能だったり、動いたり重たいものを持つと疲れたりするなど生前と同じように振舞える。
- ロスタイムを迎えた選手が病気による衰弱などで動けない場合は、代理の人間（放送ではスーパーサブと称された）に自分のやりたい行動を託すことが可能。ただしオフサイドかどうかを確認するため、主審はロスタイム中の選手の元に残り、残りの審判団が代理人と行動を共にする。しかし、どの行為をもってオフサイドとなるのかは明示されていない。（特別版・前編）
- ロスタイムが0になっても主審がホイッスルを鳴らさない限りは選手のロスタイムが続く。（特別版・前編）

### 審判団
- 審判団はロスタイムの間、基本的にはずっと選手と一緒に行動する（疲れたり、カフェでくつろいだり、感動して泣いたりもする）。どんな狭い場所でも（狭い玄関の靴箱の上に4人が固まって立っていた事もある）無理な体勢でも選手に付いて行き、第4審判が残り時間を表示している。試合に当分動きが無いと判断すると動きが出るまで勝手にくつろぐ（この時も4人一緒）[注 8]。状況によって選手と審判団が離れることもあるが[注 9]、その場合も何らかの方法で審判団は選手の元に追いつく。
- 審判団はカードを出す、ホイッスルを吹く、フラッグを掲げるなどの行動はとるが、基本的にはしゃべらず、選手からの質問もジェスチャーで答える[注 10]。スケッチブックを使ってヒッチハイクを試みることもある（第7節）。
- 審判団に著しくまとまりが欠けると、主審が副審に対しイエローカードを出すこともある（第3節）。
- 審判団が担当している担当選手以外には審判団が見えない。したがって、同じ場所にロスタイム行使中の選手が大勢いるが、それが判るのは視聴者と審判団だけ、という状況が発生する事がある（第5節）。審判団と選手が一緒に写った写真を撮っても、それを第三者に公開すると審判団の姿は消え選手の姿だけが残る（第9節）。ただし、状況によって必要があると判断される場合は、担当選手以外の前に姿を現すこともある[注 11]。
- 審判団はある程度なら選手の手伝いも可能。第3節では淑子の牛肉争奪戦を手伝わされ、第4節では由紀子と尾元の荷物持ちをやらされている。第8節では清美のオフィスの片づけを代わりにやらされた。
- 審判はただの副業なのか、審判も個別に職業に就き、それぞれの生活がある。第4節で植木ばさみを使うシーンがある事から、審判団の一人が植木職人を本職としている事が判明した。
- 審判は基本的に選手の後をついて行くが、たまに物にぶつかるなどの事故に遭遇することがあり、鼻血などの負傷もする（第6節）。審判に物がぶつかり、後ろから付いてきた副審達がドミノ倒し状態になることもある。なお選手の動きが遅い場合は先回りをすることもある（第7節）。
- 選手が審判団に命の危険があると判断した場合、審判団を一時的に自分の周りから離れてくれるよう頼むことが出来る（第7節）。
- 審判団と選手の性別が異なる場合、トイレや銭湯など社会通念上選手に同行できない場所では、審判団は近くで待機する[注 12]。
- 審判団の存在はドラマ内の世界では「ロスタイムの死神」という都市伝説として一部で広まっているらしい（第9節）。
- 小説版では、「ごく稀に審判団の声が聞こえる人がいる」という設定になっている。

### 禁止行為
- 生きている人間に自分の死を報せる行為（第1節、特別版・前編ではイエローカード）。ただし第3節でダイイング・メッセージとも取れる文章を残したが何も無く、第9節では選手がネットを通じて「審判団が身の回りに存在する」ことを他人に知らせようとし、特別版・後編ではカズ子が尾元に自分の死を暗示しているかのような言い回しをしていたが、これらに対しても咎めてなかったので、明らかに自分の死を伝えない限りは禁止行為とはならない。逆に特別版・前編のケースのように、皮肉や比喩の意味でも自分の死を明示していれば禁止行為に抵触しうる。
- 自分の死の直接の原因となった人間を排除する行為（第2節ではファールとなった）。死の原因の排除以外の目的での接触は可能である。
- 審判団に暴行を働く行為[非紳士的な行為]（第2節ではイエローカード）。故意でなくともカードを切られ、第6節では選手がドアの向こうに審判団がいるのを忘れてドアを勢いよく開け、主審がドアに鼻をぶつけて鼻血を出し、副審達がドミノ倒しになったためイエローカードを受けている。第9節でも選手が審判団を強引に部屋の外に押し出したためイエローカードとなった（しかし本人に伝わらなかったため無効となった模様）。場合によっては一発でレッドカードになる。
- 与えられたロスタイムを放棄する行為（第2節ではレッドカードを出されかける[注 13]。第4節では再び自殺しようとした由紀子の行動を阻止してイエローカード）。第3節では、牛肉争奪戦後に倒れ込んだ淑子に対して、イエローカードを出しかけるなど、判断は審判の主観が大きい。
- 与えられたロスタイム時間を超過してしまうこと。第3節では、残り時間が2分を切った時点で、ロスタイム開始地点の手前で家族に宛ててメールを打っていた淑子に対し、時間が無いとイエローカードを出されかけた。
- 他人を凶器で殺傷するのは禁止行為らしい（第7節で、これと間違われて選手がイエローカードを切られそうになった）。
- その他主審の指示に従わない場合。第8節では清美が銭湯から出てきた際にロスタイム突入時と異なる服装だったことから、主審が元の服装に着替え直すように指示したが、清美がこれを無視したためイエローカードとなった（それでも清美は着替え直さず、イエローカードを「もらっとくわ」と主審から取り上げたため、主審はレッドカードを提示しかけたが、これは副審が必死に止めた）。
- 内容は不明だが、製作スタッフがイエローカードを切られる事がある（第9節で演出の筧昌也がイエローカード[注 14]）。

禁止行為を行った場合は、警告のみの場合もあるが、内容によってはイエローカードやレッドカードを与えられ、イエローカードが2枚累積するとレッドカードとなる。レッドカードをもらうと次の人生に生まれ変わることが出来ない。第1節ではタニシとして生まれ変わってしまうとされた。また、ストーリーの中でイエローカードもしくはレッドカードをもらった場合は、エンドロールの出演者紹介、スタッフの名前の右側にもらった枚数分のカードが表示される。

## 書籍
- ロス:タイム:ライフ（原案:筧昌也、著:小林雄次 / 朝日新聞社 / ISBN 9784022503961）
  - 最後の一枚（第1節「カメラマン編」）
  - 最後の舞台（オリジナル作品）
  - 最後の晩餐（第3節「スキヤキ編」）
  - 最後の出逢い（第4節「看護師編」）
  - 最後の一夜（オリジナル作品）

※ ただし、作中の登場人物名ならびにストーリー展開はドラマ本編と一部異なる。